# 川通村
川通村（かわどおりむら）は、埼玉県南埼玉郡に存在した村。
1954年（昭和29年）5月3日、岩槻町、新和村、和土村、柏崎村、河合村、慈恩寺村との合併による岩槻町の成立により消滅。

## 地理
- 埼玉県南埼玉地域の中央部に位置する。
- 現在におけるさいたま市岩槻区の東部にあたる。

- 河川：元荒川、増野川、山城堀（古隅田川の源流）、旧古隅田川（上豊川）、大谷川、中之堀川、新方川、武徳川、須賀用水
- 池沼：大堀池
- その他：長宮砂丘

## 歴史
- 1889年（明治22年）4月1日：町村制施行に伴い、大口村・南平野村・長宮村・大野島村・増長村・大谷村・大戸村・大森村・新方須賀村が合併し、南埼玉郡川通村が成立する[1]。
- 1954年（昭和29年）
  - 5月3日：岩槻町、新和村、和土村、柏崎村、河合村、慈恩寺村と合併し、南埼玉郡岩槻町が成立する[1][2]。大字は岩槻町へ継承された。
  - 7月1日：岩槻町が市制を施行し、岩槻市となる[2]。
- 2005年（平成17年）4月1日：岩槻市がさいたま市に編入合併され、同市岩槻区となる。